# Defining the legacy
Defining the legacy is het derde studioalbum van de Nederlandse muziekgroep Flamborough Head.
De band trok tussen juni en september 2000 de Studio Giekerk in om te werken aan hun derde album. Het album werd uitgebracht door Cyclops Records, een klein Brits platenlabel op het gebied van de progressieve rock. De muziek bestaat uit melodieuze lijnen met soms weldadige mellotronklanken. Belangrijke bijdragen daarin worden geleverd middels het toetsenspel van Spanninga, die hier enerzijds invloeden laat horen van Tony Banks van Genesis en bij zwaardere klanken van Clive Nolan van neoprogband Arena. Het album is een conceptalbum over een slechte verhouding tussen vader en zoon. Ten opzichte van haar voorganger was het geluid beter verzorgd en klonk de band zelfbewuster. Het album betekende de afsluiting van de samenwerking van band enerzijds en Cents en Schaaf anderzijds, reden waren geschillen over welke richting de muziek op moest gaan.
Het platenlabel Cyclops stopte met het (her-)uitbrengen van albums, zodat het album gedurende enige jaren niet verkrijgbaar was. In 2018 kwam een geremasterde heruitgave via het Poolse platenlabel OSKAR, dat toen de belangen van Flamborough Head behartigde.

## Musici
- Andre Cents – gitaren
- Marcel Derix – basgitaar
- Koen Roozen – drumstel
- Siebe-Rein Schaaf – zang, toetsinstrumenten
- Edo Spanninga - toetsinstrumenten

## Muziek
| Nr. | Titel                                   | Duur  |
| --- | --------------------------------------- | ----- |
| 1.  | Defining the legacy (Schaaf)            | 11:15 |
| 2.  | House of cards (Spanninga)              | 9:16  |
| 3.  | Garden of dreams (Schaaf)               | 12:35 |
| 4.  | Assassin (Schaaf)                       | 9:07  |
| 5.  | Impulse (Schaaf)                        | 11:17 |
| 6.  | Bridge to the promised land (Spanninga) | 6:37  |
| 7.  | Mind-sculpture (Spanninga)              | 7:58  |